# Olympische Sommerspiele 1924/Leichtathletik – 5000 m (Männer)

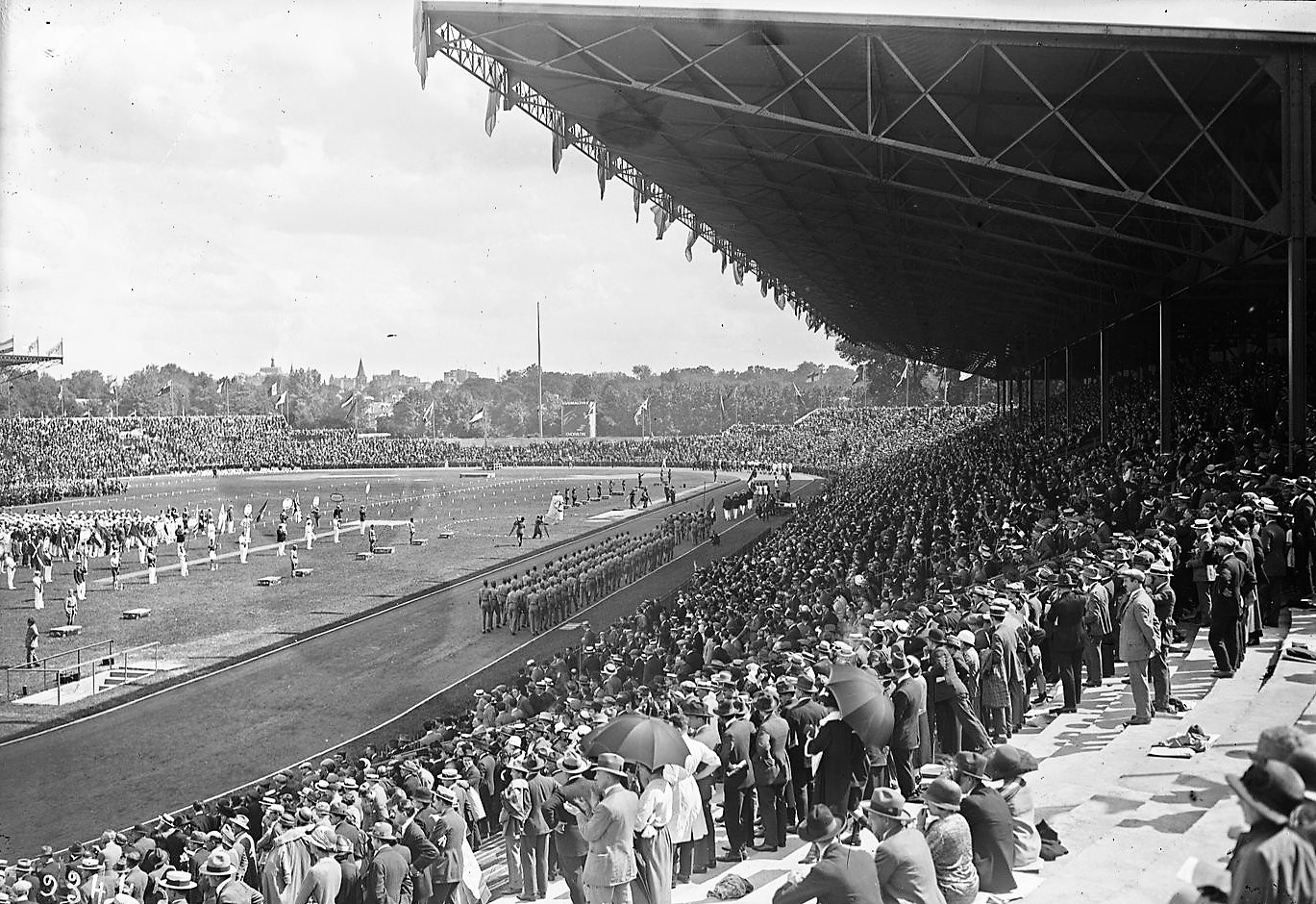
Das Olympiastadion während der Eröffnungszeremonie

Der 5000-Meter-Lauf der Männer bei den Olympischen Spielen 1924 in Paris wurde am 8. und 10. Juli 1924 im Stade de Colombes ausgetragen. 38 Athleten nahmen teil.
Olympiasieger wurde der Finne Paavo Nurmi vor seinem Landsmann Ville Ritola. Bronze ging an den Schweden Edvin Wide.
Eine Besonderheit bei diesem Rennen bestand darin, dass die Stadionrunde in Colombes eine Länge von 500 Metern hatte.

## Rekorde

### Bestehende Rekorde
| WR | 14:28,2 min | Paavo Nurmi ( Finnland)                       | Helsinki, Finnland     | 19. Juni 1924 |
| OR | 14:36,6 min | Hannes Kolehmainen ( Großfürstentum Finnland) | OS Stockholm, Schweden | 10. Juli 1912 |

### Rekordverbesserung
Der finnische Olympiasieger Paavo Nurmi verbesserte den olympischen Rekord im Finale am 10. Juli um 5,4 Sekunden  auf 14:31,2 min.

## Durchführung des Wettbewerbs
Die Athleten traten am 8. Juli zu insgesamt drei Vorläufen an. Die jeweils vier besten Läufer – hellblau unterlegt – qualifizierten sich für das Finale, das am 10. Juli bestritten wurde.

## Vorläufe
Datum: 8. Juli 1924
Es sind nicht alle Zeiten überliefert.

### Vorlauf 1

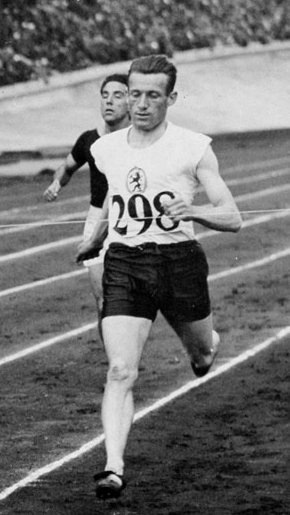
Joaquín Miquel (links, verdeckt) – ausgeschieden als Elfter des ersten Vorlaufs
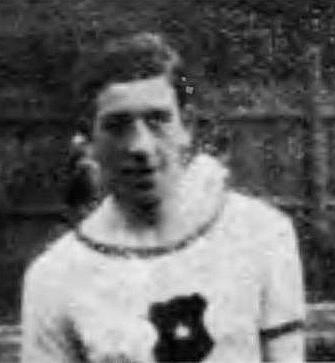
Stanisław Ziffer – ausgeschieden als Vierzehnter des ersten Vorlaufs

| Platz | Name                | Nation         | Zeit        | Anmerkung |
| ----- | ------------------- | -------------- | ----------- | --------- |
| 1     | Eino Rastas         | Finnland       | 15:22,2 min |           |
| 2     | Katsuo Okazaki      | Japan          | 15:22,2 min |           |
| 3     | Axel Eriksson       | Schweden       | 15:23,6 min |           |
| 4     | Léonard Mascaux     | Frankreich     | 15:26,4 min |           |
| 5     | Charles Johnstone   | Großbritannien | 15:27,4 min |           |
| 6     | Ralph Starr         | Großbritannien | k. A.       |           |
| 7     | Rilus Doolittle     | USA            | k. A.       |           |
| 8     | Camiel Van de Velde | Belgien        | k. A.       |           |
| 9     | Alfredo Gomes       | Brasilien      | k. A.       |           |
| 10    | Mohamed El-Sayed    | Ägypten        | k. A.       |           |
| 11    | Joaquín Miquel      | Spanien        | k. A.       |           |
| 12    | Vilis Cimmermanis   | Lettland       | k. A.       |           |
| 13    | José Eslava         | Mexiko         | k. A.       |           |
| 14    | Stanisław Ziffer    | Polen          | 16:36,0 min |           |

### Vorlauf 2

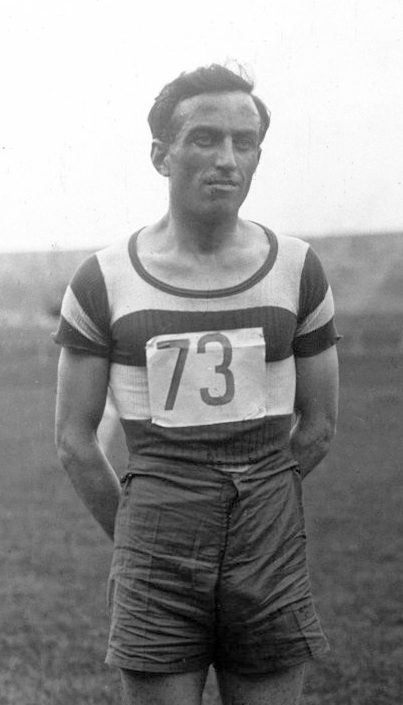
Maurice Norland – ausgeschieden als Fünfter des zweiten Vorlaufs
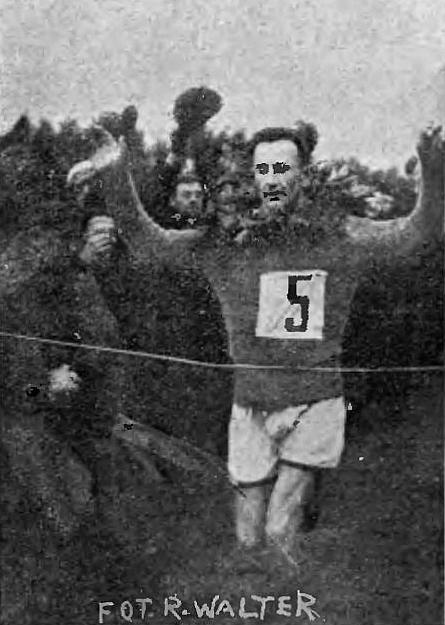
Stefan Szelestowski – ausgeschieden als Neunter des zweiten Vorlaufs

| Platz | Name                | Nation           | Zeit        | Anmerkung |
| ----- | ------------------- | ---------------- | ----------- | --------- |
| 1     | Paavo Nurmi         | Finnland         | 15:28,6 min |           |
| 2     | Lucien Dolquès      | Frankreich       | 15:29,4 min |           |
| 3     | Eino Seppälä        | Finnland         | 15:34,6 min |           |
| 4     | Frank Saunders      | Großbritannien   | 15:37,0 min |           |
| 5     | Maurice Norland     | Frankreich       | 15:41,4 min |           |
| 6     | Harold Phelps       | USA              | k. A.       |           |
| 7     | David McGill        | Kanada           | k. A.       |           |
| 8     | István Kultsár      | Ungarn           | k. A.       |           |
| 9     | Stefan Szelestowski | Polen            | k. A.       |           |
| 10    | Pala Singh          | Britisch-Indien  | k. A.       |           |
| 11    | Karel Nedobitý      | Tschechoslowakei | k. A.       |           |
| DNF   | William Marthé      | Schweiz          |             |           |

### Vorlauf 3

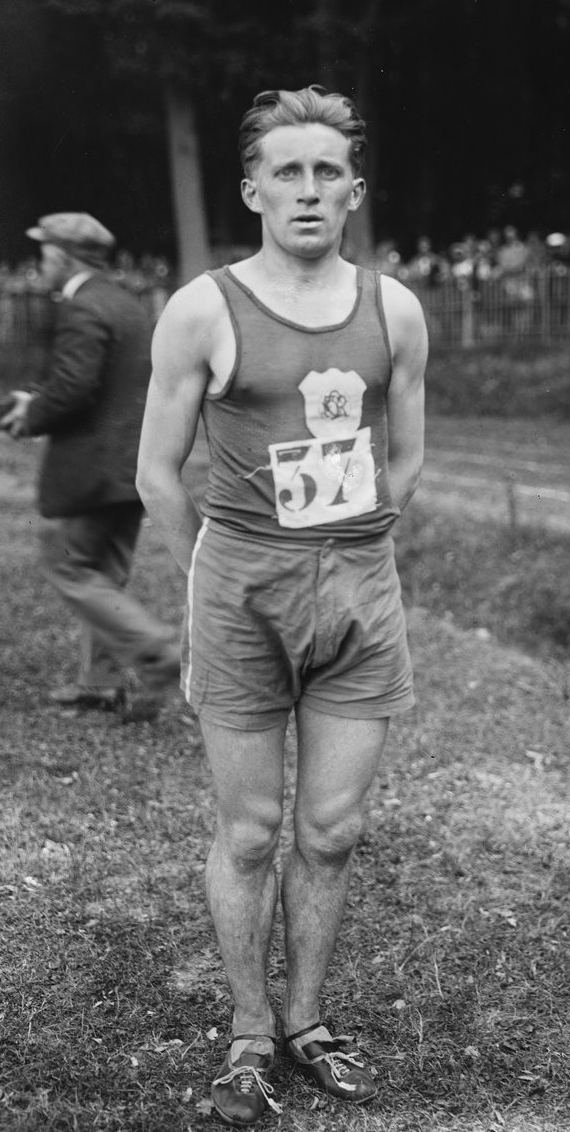
Lucien Duquesne – ausgeschieden als Fünfter des dritten Viertelfinales

| Platz | Name              | Nation         | Zeit        | Anmerkung |
| ----- | ----------------- | -------------- | ----------- | --------- |
| 1     | John Romig        | USA            | 15:14,6 min |           |
| 2     | Edvin Wide        | Schweden       | 15:24,0 min |           |
| 3     | Ville Ritola      | Finnland       | 15:32,1 min |           |
| 4     | Charles Clibbon   | Großbritannien | 15:35,6 min |           |
| 5     | Lucien Duquesne   | Frankreich     | 16:03,0 min |           |
| 6     | Jan Zeegers       | Niederlande    | k. A.       |           |
| 7     | Alexandros Kranis | Griechenland   | k. A.       |           |
| 8     | George Lermond    | USA            | k. A.       |           |
| 9     | Malcolm Boyd      | Australien     | k. A.       |           |
| 10    | Hans Kantor       | Österreich     | k. A.       |           |
| 11    | Miguel Palau      | Spanien        | k. A.       |           |
| 12    | Pedro Curiel      | Mexiko         | k. A.       |           |
| 13    | Artūrs Motmillers | Lettland       | k. A.       |           |

## Finale

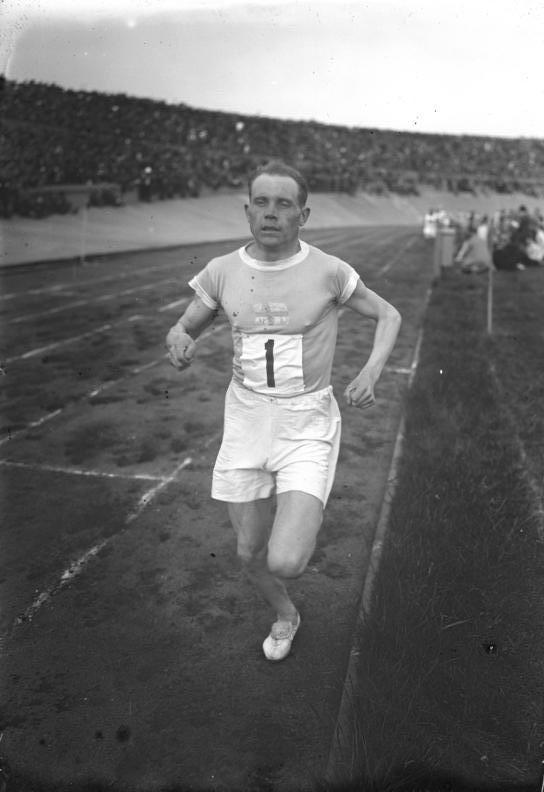
Olympiasieger Paavo Nurmi

Datum: 10. Juli 1924
| Platz | Name            | Nation         | Zeit        | Anmerkung |
| ----- | --------------- | -------------- | ----------- | --------- |
| 1     | Paavo Nurmi     | Finnland       | 14:31,2 min | OR        |
| 2     | Ville Ritola    | Finnland       | 14:31,4 min |           |
| 3     | Edvin Wide      | Schweden       | 15:01,8 min |           |
| 4     | John Romig      | USA            | 15:12,3 min |           |
| 5     | Eino Seppälä    | Finnland       | 15:18,3 min |           |
| 6     | Charles Clibbon | Großbritannien | 15:28,9 min |           |
| 7     | Lucien Dolquès  | Frankreich     | 15:33,0 min |           |
| 8     | Axel Eriksson   | Schweden       | 15:38,0 min |           |
| 9     | Léonard Mascaux | Frankreich     | 15.39,0 min |           |
| 10    | Frank Saunders  | Großbritannien | 15:54,0 min |           |
| 11    | Eino Rastas     | Finnland       | k. A.       |           |
| 12    | Katsuo Okazaki  | Japan          | k. A.       |           |

Nur 26 Minuten nach der Zielankunft bei seinem Sieg über 1500 Meter ging die Härteprobe für Paavo Nurmi in seine zweite Phase. Er und sein Landsmann Ville Ritola, der vier Tage zuvor das Rennen über 10.000 Meter für sich entschieden hatte, galten als die Favoriten auf der Distanz von 5000 Metern. Das Tempo war zu Rennbeginn hoch. Ritola und der Schwede Edvin Wide führten das Feld an in der Hoffnung, dass Nurmi nach der Belastung kurz zuvor müde sei. Doch es gelang ihnen nicht, Nurmi abzuhängen. Nach 3000 Metern konnte Wide den beiden Finnen nicht mehr folgen. Bei 4000 Meter übernahm Nurmi die Spitze und zog das Tempo an. Aber Ritola ließ sich nicht abhängen und attackierte immer wieder. Im Spurt war Nurmi schließlich der Bessere und konnte sein Unterfangen, Gold über 1500 Meter und 5000 Meter zu gewinnen, erfolgreich umsetzen. Sowohl Nurmi als auch Ritola unterboten dabei den aktuellen olympischen Rekord ihres Landsmanns Hannes Kolehmainen aus dem Jahr 1912.
Für Nurmi war es die fünfte von neun Goldmedaillen in seiner Karriere. Drei weitere – 3000 Meter Mannschaftslauf, Querfeldeinlauf Einzel- und Mannschaftswertung – sollten noch folgen.

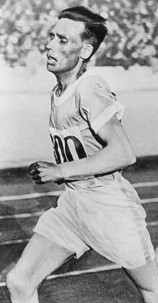
Ville Ritola, Gewinner der Silbermedaille
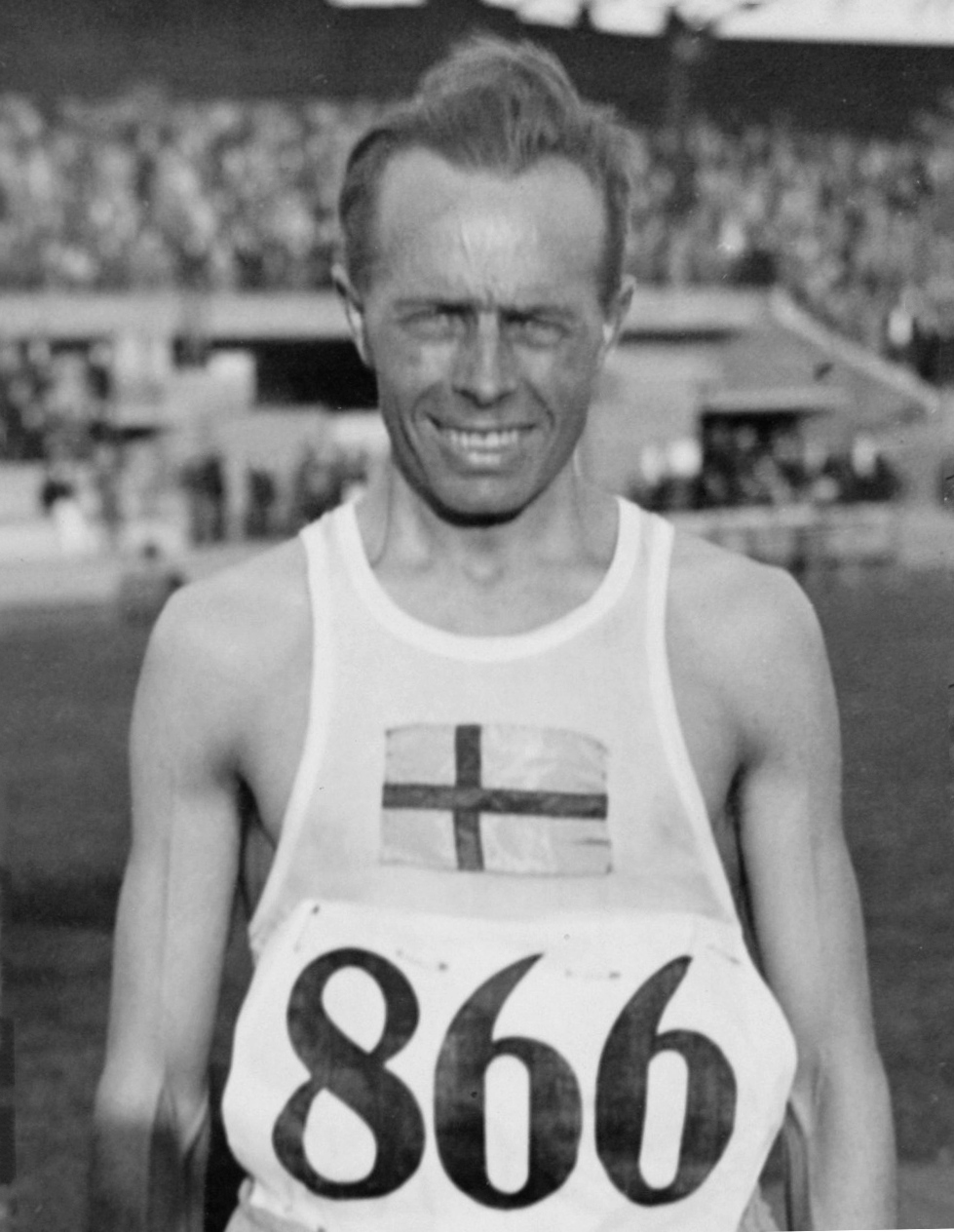
Bronzemedaillengewinner Edvin Wide

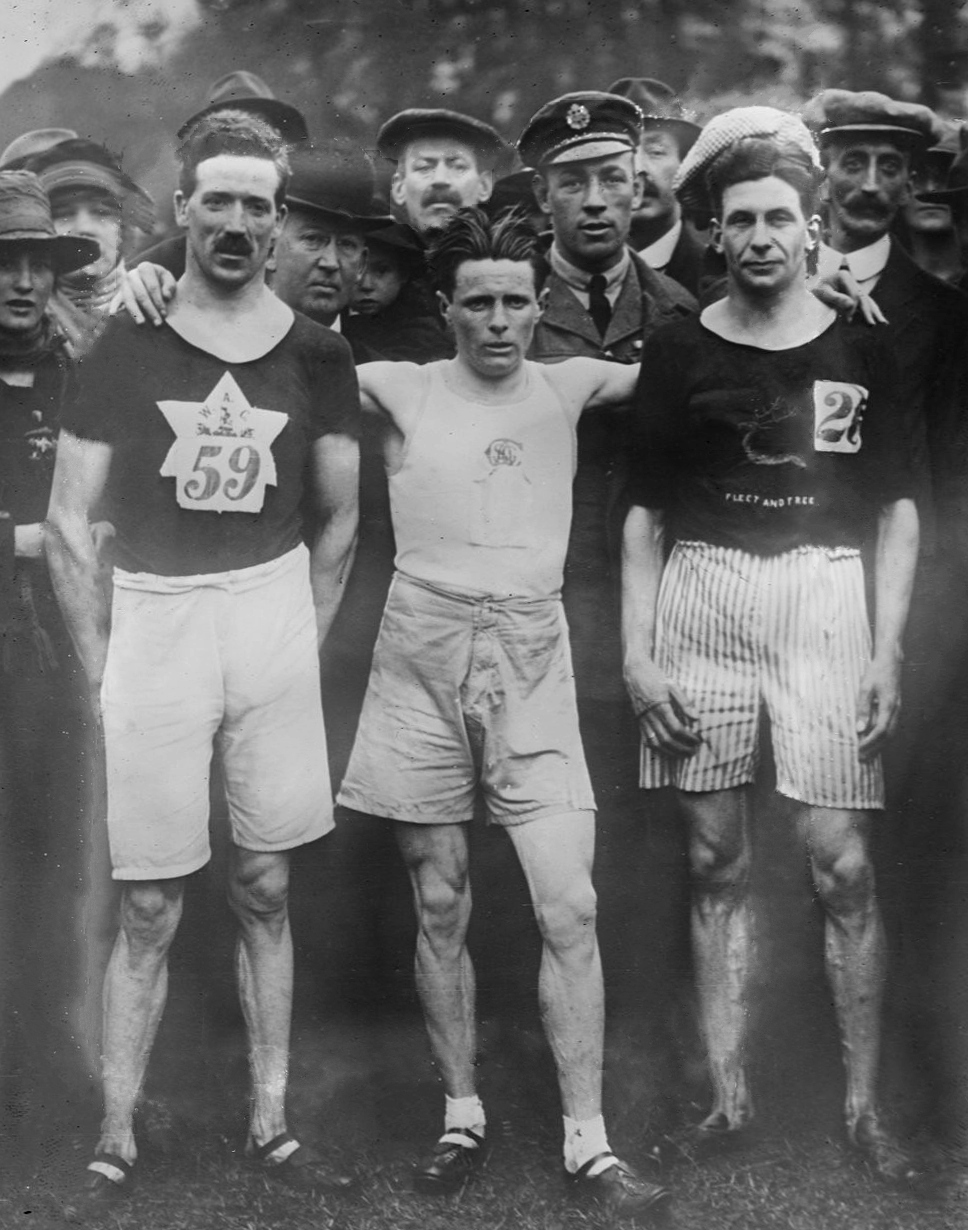
Charles Clibbon (links) belegte Rang sechs
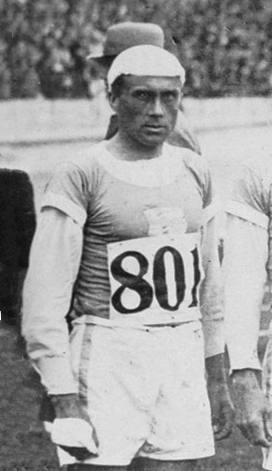
Der elftplatzierte Eino Rastas
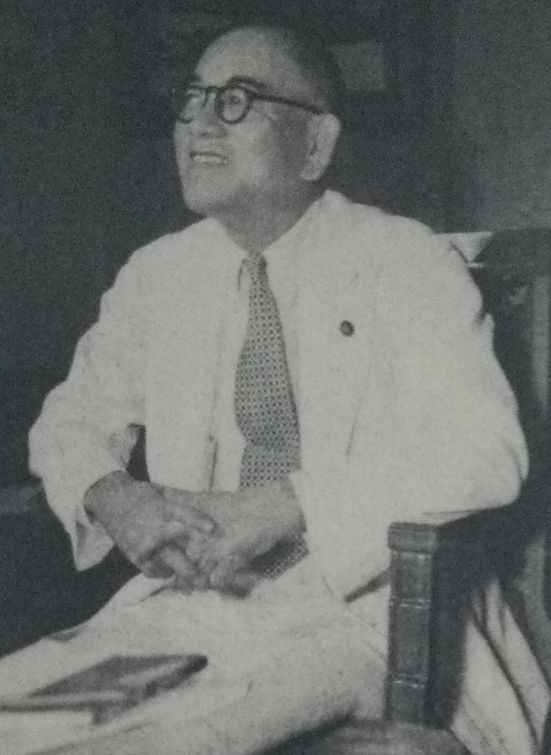
Katsuo Okazaki (hier als Politiker Jahr 1951) – Rang zwölf

## Video
- The Olympic Games in Paris, 1924 (1925 Documentary), youtube.com, Bereich: 24:48 min bis 25:47 min, abgerufen am 1. Juni 2021
- Paavo Nurmi 1924 Olympics,Paris 5 Gold Medals, youtube.com, abgerufen am 5. September 2017